# 鱗形屋三左衛門
鱗形屋 三左衛門（うろこがたや さんざえもん、生没年不詳）は、主に万治期から天和期にかけて、江戸で活動した地本問屋鱗形屋の二代目。林鶴堂と号す。初代は鱗形屋加兵衛、三代目は鱗形屋孫兵衛。山野を姓とする。鱗形屋は江戸末期まで続いており、また、のれん分けによって同じ屋号を称する分家もある。

## 来歴
初代鱗形屋加兵衛は遊女評判記や古浄瑠璃などを手がけたが、三左衛門は万治3年(1660年)に『吉原かが見』を刊行し、寛文年間には咄本や仮名草子を刊行、延宝・元禄年間には菱川師宣の絵本を多く刊行している。
また、『阿弥陀胸割』『平家物語一之巻』『こあつもり』『さんせう太夫』などの浄瑠璃本を次々と刊行し、鳥居清倍の版画、正本、芝居本、評判記、草双紙なども多数出版している。
三左衛門は、山本九左衛門・鶴屋喜右衛門らとともに、大伝馬町三丁目に店を構え、江戸の古い草双紙絵双紙問屋として知られていた。

## 作品
版画作品は三左衛門版と分かるもののみ作品例に挙げ、鱗形屋版とだけあるものは鱗形屋孫兵衛の項に入れた。
- 無款（菱川師宣） 『大江山物語絵図』 横大判 墨摺筆彩色12枚組 天和貞享ころ
- 菱川師宣『岩木絵つくし』絵本 天和2年（1682年）
- 菱川師宣『浮世続』絵本 天和4年（1684年）
- 菱川師宣『浮世続絵尽』絵本 天和4年
- 菱川師宣『大和侍農絵づくし』 絵本 天和4年
- 菱川師宣『団扇絵づくし』絵本 天和4年
- 菱川師宣『大和絵つくし』絵本 延宝8年（1680年）
- 観世左近太夫著 『舟弁慶』 絵本 貞享4年（1687年）
- 鳥居清倍　『市川団十郎の曽我五郎』